# Enrico Mazzolani

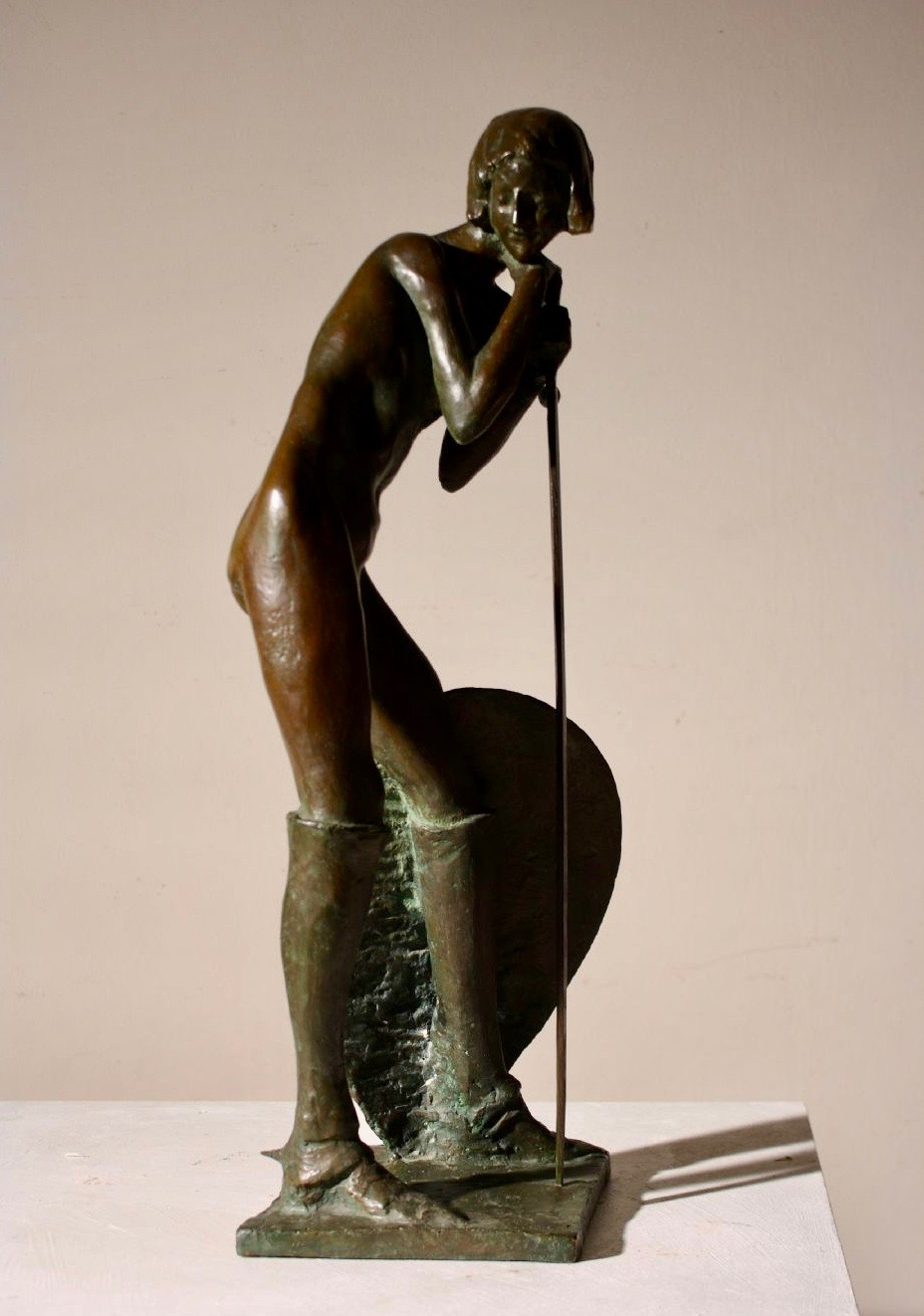
Enrico Mazzolani, L'eroe adolescente (1926)

Enrico Mazzolani (Senigallia, 27 marzo 1876 – Milano, 26 gennaio 1968) è stato uno scultore italiano.

## Biografia
Nacque a Senigallia dal nobile Filippo Maria e da Enrica Cecchi. Iniziò gli studi classici che interruppe per trasferirsi nel 1897 a Roma, dove frequentò la scuola libera del nudo dell'Accademia di Belle Arti e diventò assistente dell'artista Ettore Ferrari.

Nel 1902, insoddisfatto della cultura accademica e conformista della Capitale, tornò a Senigallia e iniziò a eseguire busti in gesso, come quello di Giulio Perticari. Nel 1904 si spostò a Faenza, dove frequentò la bottega di Salvatore Farina. In quell'occasione strinse legami di amicizia con Domenico Baccarini, E. Drei, Giuseppe Ugonia, Francesco Nonni e con Pietro Melandri, da cui prese il gusto per le forme sinuose e levigate.

Si trasferì a Milano nel 1906 e per mantenersi iniziò l'attività di aiuto architetto, con Giorgio Macchi e Luigi Broggi. Nel 1911 si sposò con Erminia Costantini.
Nel 1915 ricevette la chiamata alle armi, smise di lavorare come architetto e riprese l'arte della ceramica. Nel 1917 presentò "L'organista cieco" alla Permanente di Milano. Frequentava Anselmo Bucci, Leonardo Dudreville e Carlo Carrà. Negli anni Venti Mazzolani continuò la propria attività d'esposizione, partecipando alla Mostra nazionale della ceramica moderna di Pesaro, del 1924. Invitato alla II Biennale d'arte decorativa di Monza nel 1925, espose "Carezze: fanciulla con levriero".

Nel 1927 fu nuovamente invitato alla III Biennale d'arte decorativa di Monza e alla Galleria Pesaro di Milano, con Umberto Prencipe e Alberto Caligiani. Nel 1928 vinse la medaglia d'oro alla Mostra nazionale della ceramica di Pesaro e portò i suoi lavori alla Biennale di Venezia, dove tornò dopo due anni, presentando varie opere, tra cui una versione in bronzo della testa barbuta, raffigurante Michelangelo. Nel 1929 fu invitato alla Galleria Pesaro di Milano, dove espose il gesso San Francesco.

Fu molto apprezzato da collezionisti come C. Rizzaeda e Gabriele D'Annunzio e iniziò a lavorare con la manifattura Focaccia & Melandri, cui commissionò la cottura e smaltatura delle sue ceramiche, fino al 1948.
Nel 1932 espose alla galleria Pesaro di Milano - con Ugo Bernasconi, Bucci e P. North - ventuno delle sue sculture più note, tra cui una versione in bronzo di Giovinezza.
Tra il 1934 e il 1943 Mazzolani partecipò a quasi tutte le edizioni della Permanente di Milano; nel 1938, dopo essersi trasferito nello studio di via Brgonuovo a Milano, iniziò a lavorare con la giovane modella Pierina Gandini e progettò modeste statue per l'architettura. Nel 1943 lo studio dell'artista venne bombardato e andò persa la raccolta in sei volumi "Le donne di maiolica", in cui Mazzolani aveva trascritto i suoi pensieri sulla scultura. Si spostò a Varese e realizzò terrecotte in varie tonalità cromatiche, poiché era impossibilitato ad eseguire adeguate smaltature.

Nel dopoguerra la fama di Mazzolani iniziò a decadere, poiché il suo stile veniva ritenuto antiquato; ridusse anche la partecipazione alle esposizioni, tanto che venne quasi dimenticato.

Negli anni Cinquanta fu sfrattato dallo studio di via Borgonuovo, episodio che provocò le reazioni degli amici intellettuali che vedevano nella vicenda il concludersi di un'epoca significativa per l'arte di Milano. la sua storia finì sui quotidiani. Sposò Pierina Gandini nel 1959, sua compagna degli ultimi anni e continuò a lavorare, nonostante il peggioramento della situazione economica.

### Lo stile
Mazzolani, durante il periodo della prima partecipazione alla Permanente di Milano, nel 1917, sviluppa uno stile espressivo originale, caratterizzato da forme ampie e dagli spessori sottilmente graduati, stile che è possibile notare soprattutto nella serie di ceramiche raffiguranti nudi femminili, la cui fonte di ispirazione fu la giovane modella Maria Butti. Sviluppò questo suo modo di esprimersi a contatto con Bucci, Dudreville, Carrà, Salietti e Rizzarda. Lo spossato estetismo e l'erotismo delicato delle sue opere attirarono l'attenzione di storici dell'arte e di critici, come Marangoni che pubblicò sette sue sculture nel volume "Le arti del fuoco", definendo Mazzolani uno degli artisti più promettenti del Novecento.

Con il decadere della sua fama, nel dopoguerra, il suo stile subì lo stesso effetto: i suoi lavori di modellamento delle figure femminili risultavano assenti della leggerezza di movimento e di resa che lo caratterizzavano.

### Opere
Opere di Mazzolani sono conservate in collezioni private e pubbliche, come il Museo Sforzesco di Milano, il Museo internazionale delle ceramiche di Faenza, la Quadreria Cesarini di Fossombrone, il Museo Comunale d'arte moderna di Senigallia (che possiede 64 opere) e la Galleria d'arte moderna Carlo Rizzarda di Feltre. Le più famose sono:
- Busto in gesso di G. Perticari, 1903 c., Senigallia, liceo ginnasio Perticari;
- In collaborazione con Salvatore Farina, la lunetta con l'Immacolata attorniata da Duns Scoto, Pio IX e angioletti, per la porta della chiesa di San Filippo, 1904-1906, Senigallia e quattro lunette per il santuario della Madonna di Campocavallo, 1904-1906, Osimo;
- L'organista cieco, 1916 c., Milano, collezione privata;
- Madre e figlio (Maternità), 1923, terracotta, collezione privata, Brescia;
- Carezze: fanciulla con levriero, 1924 c.. L'opera richiama la poetica purista del modellato, per i passaggi chiaroscurali quasi invisibili, ma sembra essere l'ingrandimento di una figura in biscuit, per il cromatismo romantico della pasta vitrea.
- Madre, 1928, Bologna, collezione privata. Un ritratto familiare;
- Centauro e ninfa, 1927, Feltre, Galleria d'arte moderna Carlo Rizzarda. Opera a soggetto mitologico;
- Bronzo di Michelangelo, 1930;
- Maschera tragica. Il dramma. Opera in stile più pacato e vicino al gusto colto e antirealista di A. Wildt;
- Gesso di San Francesco, 1926, Senigallia, Museo comunale d'arte moderna;
- Cantico del sole, 1925 c., maiolica, Milano, collezione privata e ritratto della Contessa Besozzi Kellerer (terracotta), 1926, Gardone Riviera, Vittoriale. Entrambe le opere gli furono commissionate da Gabriele D'Annunzio;
- Cantico del Sole, 1925 c., bronzo, collezione privata, Brescia;
- Ida nuda, 1926, Milano, collezione Antonelli, Fanciulla con i capelli biondi, 1924-1930, Feltre, Galleria d'arte moderna Carlo Rizzarda. Entrambe le opere sono realizzate con uno stile robusto e vigoroso, passando dalla policromia delle opere precedenti a contrasti misurati, tra brevi tocchi di colore e il candore latteo della ceramica;
- L'eroe adolescente, 1926, bronzo, collezione privata, Brescia;
- La Notte, 1927, terracotta, collezione privata, Brescia;
- Madonna con Bambino, 1930. La superficie della ceramica è di bianco assoluto;
- San Francesco, 1931, bronzo, collezione privata, Brescia;
- Bronzo di Giovinezza, 1932, Bologna, collezione privata;
- Angeli per la chiesa collegiata di San Giuseppe di Seregno, 1941-1942;
- Due grandi allegorie in gesso per il padiglione dell'automobile di Fiera di Milano, 1940 c.;
- Le donne di maiolica, 1934-1937;
- Apollineo, 1958, Piacenza, Istituto d'arte;
- La madre, 1964, bronzo, Senigallia, piazza Aurelio Saffi;
- L'indossatrice, 1967, Senigallia, Museo comunale d'arte moderna;
- La vergine, 1930 c., Museo Sforzesco di Milano;
- Versioni in maiolica di Leda con il cigno, 1932, Museo internazionale delle ceramiche di Faenza;
- Maschera di Beethoven, 1930-1935, Museo internazionale delle ceramiche di Faenza.